# A halál nyomában
A halál nyomában (eredeti cím: Wake of Death) 2004-ben bemutatott amerikai akciófilm, melyet a francia Philippe Martinez rendezett, a főszerepet pedig Jean-Claude Van Damme játssza. A film kizárólag DVD-n jelent meg. A filmet eredetileg Ringo Lam rendezte volna, de a kanadai forgatás során kiszállt a produkcióból. Az MPAA R besorolást adott a filmnek, erőszakos tartalma miatt.

## Cselekmény
Ben Archer (Van Damme) Los Angelesben élő Marseille-i pénzbehajtó a maffiánál. Felesége a bevándorlási rendőrségen dolgozik, egy ügy során saját felelősségére hazavisz egy kínai kislányt, Kimet, akinek az apja, Sun Quan a Triádok egyik vezetője és megölte a feleségét. Sun Quan nem hagyja ennyiben a dolgot és embereivel elindul Amerikába, a lánya keresésére.
Ben felesége Kimet és saját fiát egy étterembe viszi, ahol a nő nevelőszülei élnek, akik szintén kínaiak. Hamarosan megjelenik Quan és bandája. Megölik az öregeket és Ben feleségét, viszont a két gyereknek sikerül elmenekülnie. Ben odaér az étterembe és halott felesége láttán összeomlik. Bent a lakásán megtámadják, de elüldözi a támadót. Majd egyik barátjához megy, ahol megtalálja a két gyereket. Kim elmondja az okot, amiért Amerikába szökött. Ben ekkor elmegy a helyi kínai maffiafőnökhöz, majd megöli őt és az embereit.
Ben barátai kiderítik, az egyik városi rendőr is benne van az ügyben: szövetkezik a kínai Triádokkal, akik menekültek testébe teszik a drogot, így juttatva a szert az Államokba. Ben és barátja épp hazafelé tartanak, mikor meglátják, hogy betörtek hozzájuk, a támadók elvitték Kimet és Nicholast, a többieket megölték. Ben elindul és megmenti Kimet, majd elindul a fiáért is, aki egy hajón van, amivel Quan akar meglépni az országból.
Ben és barátja feljutnak a hajóra. Ben megöli Quan embereit, majd kiszabadítja Nicholast és magát Quant is megöli.

## Szereplők
| Szerep          | Színész               | Szinkronhang    |
| --------------- | --------------------- | --------------- |
| Ben Archer      | Jean-Claude Van Damme | Rosta Sándor    |
| Sun Quan        | Simon Yam             | Laklóth Aladár  |
| Han             | Philip Tan            | Izsóf Vilmos    |
| Kim             | Valerie Tian          | Kiss Virág      |
| Tony            | Tony Schiena          | Versényi László |
| Raymond         | Claude Hernandez      | Megyeri János   |
| Cynthia Archer  | Lisa King             |                 |
| Max             | Anthony Fridjohn      | Vári Attila     |
| Mac Hoggins     | Danny Keogh           |                 |
| Nicholas Archer | Pierre Marais         |                 |
| Da Costa        | Warrick Grier         |                 |
| Andy Wang       | Tom Wu                |                 |
| Mamma Li        | Jacqui Chan           |                 |
| Tommy Li        | Burt Kwouk            |                 |
| Kim anyja       | Joon Chong            |                 |
| Dr. Walker      | Andre Jacobs          |                 |
| Brown bíró      | Bo Peterson           |                 |

A filmben Raymond szerepét a rendező (Philippe Martinez) nagybátyja, Claude Hernandez alakítja.
A statisztákat alakító Chong testvérek (Quentin Chong és Winston Chong) mindketten thai boksz világbajnokok.

## A film készítése
A filmet a 2002 októberében tartott madridi sajtókonferencián mutatták be After Death címen. Rendezőjének Ringo Lam lett megnevezve, a film forgatás helyszíneinek pedig Peking, a kanadai Montréal és Québec, valamint Spanyolország.
A 2003 májusában tartott Cannes-i fesztiválon mutatták be a film óriásplakátját, és ott tették közzé a film sztoriját is.
A film forgatása a tervek szerint 2003 augusztusában kezdődött volna. A forgatást el kellett halasztani, mert a brit támogató rosszul lett és nem tudta aláírni a finanszírozási szerződést, amely csaknem 5 millió dollárt tett ki a teljes költségvetésből.
2003 szeptemberében bejelentették, hogy Ringo Lam közös megegyezés alapján otthagyta a filmet, az alkotók közti különbségek miatt. Ezután rendezőnek szerződtették a jamaicai Cess Silverát, a film forgatási helyszíne pedig Dél-Afrikára változott. Ezenfelül az After Death filmcímet is lecserélték Wake of Death-re. A forgatás megkezdésének új időpontját október 13-ra tervezték. A forgatás első hete után ez a rendező is otthagyta a filmet, mert elképzelései megvalósításához kevesellte a film költségvetési keretét. Hogy elkerüljék a további késlekedést, a film egyik producere, Phillippe Martinez ült a rendezői székbe és leforgatták a filmet.
A film forgatása 2003. október 13. és december 16. között zajlott, helyszíne Fokváros (Dél-Afrika) és Los Angeles (USA) volt.

## Kritikai visszhang
Annak ellenére, hogy a filmet DVD-re jelentették meg (bár néhány külföldi országban mozikban is vetítették), a kritikusok és a rajongók is dicsérték a nyers erőszak filmbéli ábrázolását, valamint Van Damme alakítását.